# Le Déluge (Saint-Saëns)
Pour les articles homonymes, voir Le Déluge.
Le Déluge, op. 45, est un oratorio composé par Camille Saint-Saëns en 1875 pour orchestre symphonique, chœur et quatre solistes (soprano, alto, ténor et basse). Le livret, un poème biblique de Louis Gallet, s'appuie sur le récit l'épopée de Noé et du Déluge. L'œuvre est créée au Théâtre du Châtelet le 5 mars 1876, sous la direction d'Édouard Colonne ; elle reçoit un accueil enthousiaste. 

## Analyse
Si l'influence de Berlioz et de Wagner se perçoit notamment à travers les illustrations davantage orchestrales que solistes du récit et l'utilisation de motifs récurrents, l'œuvre témoigne également de la maîtrise par Saint-Saëns de l'orchestration (dans la deuxième partie, l'orchestre est renforcé par deux trompettes, deux trombones à six pistons, trois contrebasses de cuivre, d’un tam-tam et de timbales chromatiques) et du contrepoint avec plusieurs passages fugués. 
Cette partition témoigne des efforts de Saint-Saëns pour « perpétuer l'héritage de Berlioz et de Liszt » dans le domaine de la musique chorale.

## Structure
L'ouvrage se divise en un prélude et trois parties :
- Prélude
- I. Corruption de l'homme — Colère de Dieu — Alliance avec Noé
- II. L'Arche — Le Déluge
- III. La Colombe — Sortie de l'Arche — Bénédiction de Dieu

Le Prélude est interprété uniquement par les cordes, avec un passage pour violon solo. Il traduit la quiétude du monde avant que l'Homme ne se détourne de Dieu.
La première partie fait état du caractère pécheur de l'homme et de la décision de Dieu de détruire le monde ( « J'exterminerai cette race » ). 
La deuxième partie décrit les pluies torrentielles et la montée dévastatrice des eaux au moyen de va-et-vient de gammes ascendantes et descendantes.
La troisième partie illustre l'envol de la colombe et se termine par la promesse de Dieu de ne plus maudire la terre ( « Je ne maudirai plus la terre » ) avant une fugue chorale pleine d'espoir ( « Croissez donc et multipliez » ).

## Postérité
Dans son Traité de l'orchestration, Charles Koechlin fait l'éloge de l'emploi du trombone à pistons, qui  « permet des traits impossibles à la coulisse, notamment pour les gammes chromatiques rapides, écrites par Saint-Saëns dans la seconde partie, si impressionnante, de son oratorio Le Déluge ». Louis Aguettant considère également cette « partie descriptive remarquable ».

Considéré comme un « chef-d'œuvre composé dans le même élan que le magnifique Concerto pour piano no 4 », Le Déluge n'est pas accueilli de manière unanime aux États-Unis. Nicolas Slonimsky cite la critique suivante du New-York Tribune (15 décembre 1879) dans son Lexicon of Musical Invective (Lexique d'invectives musicales), anthologie de critiques négatives appliquées à des œuvres de musique classique reconnues par la suite comme des chefs-d'œuvre : 
« In the Déluge, every possible noise, whistling, howling, sighing, rustling, roaring, clashing, banging, that can be drawn from a combination of instruments, by the aid of pure concords and atrocious dissonances, is made for the benefit of the dumbfounded listeners. »
« Dans Le Déluge, tous les bruits possibles, sifflements, hurlements, soupirs, bruissements, rugissements, coups et contrecoups qui peuvent être obtenus par une combinaison d'instruments, au moyen d'accords parfaits et d'atroces dissonances, sont rassemblés pour l'édification des auditeurs frappés de stupeur. »
Malgré « son orchestration brillante et pittoresque, où s'exprime l'art du musicien pour l'évocation », et sa réputation[non neutre], Le Déluge est rarement joué et enregistré dans son intégralité. Notamment grâce à son solo de violon, le Prélude seul connait davantage de succès au disque (Barenboim, Kantorow) comme au concert ; il en existe également de nombreuses transcriptions, dont une pour orgue par Alexandre Guilmant.

### Ouvrages généraux
- Charles Koechlin, Traité de l'orchestration, vol. I, Paris, Éditions Max Eschig, 1954, 322 p. (BNF 39725857).

### Monographies
- Jean-Luc Caron et Gérard Denizeau, Camille Saint-Saëns, Paris, Bleu nuit éditeur, coll. « horizons » (no 38), 2013, 176 p. (ISBN 978-2-35884-027-9).